# Almas del Silencio
Almas del Silencio je sedmé studiové album zpěváka Ricky Martina a první španělské album po určitém období posledního španělsky zpívaném albu s roku 1998 s nazvem Vuelve. Almas del Silencio bylo vydano 20. květen 2003. 

## Po vydání
Album se prodalo přes jeden milion kopií po celém světě. Album dosáhlo umístění v TOP TEN ve Španělsku, Švýcarsku, Itálii, Portugalsku, Norsku a Finsku.
Almas del Silencio debutovalo US Billboard v kategorií s titulem Top Latin Albums na prvním místě přetrvalo tam po dobu šesti týdnů.
Také bylo nominováno na Latin Grammy v roce 2004 za nejlepší album v mužské kategorií (nejlepší mužský popový hlasový výkon).

## Seznam skladeb
| Pořadí | Název                  | Hudba                                                                       | Délka |
| ------ | ---------------------- | --------------------------------------------------------------------------- | ----- |
| 1.     | Jaleo                  | Antonio Rayo, José Miguel                                                   | 3:42  |
| 2.     | Tal Vez                | Franco De Vita                                                              | 4:40  |
| 3.     | Jamás                  | Emilio Estefan, Tony Mardini, Ricardo Gaitán, Alberto Gaitán, Nicolás Tovar | 3:09  |
| 4.     | Si Tú Te Vas           | Juanes, Luis Fernando Ochoa                                                 | 4:22  |
| 5.     | Nadie Más Que Tú       | Danny Lopez, Tommy Torres, Ricky Martin, Raul del Sol                       | 4:20  |
| 6.     | Besos de Fuego         | Yasmil Marrufo, Juan Vicente Zambrano                                       | 4:25  |
| 7.     | Asignatura Pendiente   | Ricardo Arjona                                                              | 3:57  |
| 8.     | Juramento              | Jon Secada, George Noriega                                                  | 3:33  |
| 9.     | Y Todo Queda en Nada   | Estéfano, Julio Reyes                                                       | 4:39  |
| 10.    | Si Ya No Estás Aquí    | Estefan, Mardini, R. Gaitán, A. Gaitán, Tovar                               | 3:04  |
| 11.    | Raza de Mil Colores    | Lopez, Marrufo, Zambrano                                                    | 3:34  |
| 12.    | Las Almas del Silencio | Alejandro Sanz                                                              | 3:31  |
| 13.    | Jaleo (Spanglish)      |                                                                             | 3:41  |

## Úspěšnost
| Hitparáda (2003)                   | vrchol |
| ---------------------------------- | ------ |
| Australská albová hitparáda        | 21.    |
| Belgická Flandry albová hitparáda  | 34.    |
| Belgická Valonsko albová hitparáda | 29.    |
| Francouzská albová hitparáda       | 35.    |
| Italská albová hitparáda           | 59.    |
| Japonská albová hitparáda          | 5.     |
| Maďarská albová hitparáda          | 27.    |
| Německá albová hitparáda           | 17.    |
| Norská albová hitparáda            | 17.    |
| Polská albová hitparáda            | 14.    |
| Portugalská albová hitparáda       | 4.     |
| Rakouská albová hitparáda          | 28.    |
| Řecká albová hitparáda             | 28.    |
| Španělská albová hitparáda         | 2.     |
| Švédská albová hitparáda           | 17.    |
| Švýcarská albová hitparáda         | 2.     |
| US Billboard 200                   | 12.    |
| US Top Latin Albums                | 1.     |
| US Latin Pop Albums                | 1.     |

| Hitparáda (2003)    | pozice |
| ------------------- | ------ |
| US Top Latin Albums | 2.     |
| US Latin Pop Albums | 2.     |

| Hitparáda (2000–2009) | pozice |
| --------------------- | ------ |
| US Top Latin Albums   | 50.    |

| Certifikace a prodejnost | Certifikace a prodejnost   | Certifikace a prodejnost | Certifikace a prodejnost | Certifikace a prodejnost |
| Země                     | certifikace                | prodejnost               | organizace               | zdroj                    |
| ------------------------ | -------------------------- | ------------------------ | ------------------------ | ------------------------ |
| Argentina                | platinová deska            | 40 000                   | CAPIF                    | [ 3 ]                    |
| Jižní Korea              | zlatá deska                | 14 197                   | RIAK                     | [ 3 ]                    |
| Mexiko                   | zlatá deska                | 75 000                   | AMPROFON                 | [ 3 ]                    |
| Spojené státy            | 4x platinová deska (Latin) | 400 000                  | RIAA (Latin)             | [ 3 ]                    |
| Španělsko                | platinová deska            | 100 000                  | PROMUSICAE               | [ 3 ]                    |